# Jean-François Cesarini
Pour les articles homonymes, voir Cesarini.
Jean-François Cesarini, né le 30 septembre 1970 à Avignon et mort le 29 mars 2020 à Marseille, est un homme politique français.
Membre du Parti socialiste puis de La République en marche, il est élu député dans la première circonscription de Vaucluse lors des élections législatives de 2017.

## Biographie

### Jeunesse
Jean-François Cesarini est né le 30 septembre 1970 à Avignon.
À la suite du décès de son père, il hérite de l’entreprise familiale (Cebillord et La Crémaillère).

### Parcours politique
Jean-François Cesarini crée en 2010 une section de Terra Nova en Vaucluse. En 2012, en tant que président de l'antenne Terra Nova 84, il apporte son soutien à Christine Lagrange en vue des élections municipales de 2014 pour l'investiture socialiste, face à Cécile Helle. 
C'est sur la liste de sa prédécesseur à la députation Michèle Fournier-Armand, qu’il s’est présenté aux élections municipales de 2008 à Avignon, sous la bannière du PS. En 2011, L'Express note qu'il est un « sous-marin » des réseaux de Dominique Strauss-Kahn dans la ville.
Devenu référent d'En marche pour le Vaucluse, il est élu le 18 juin 2017 député de la première circonscription de Vaucluse face à Anne-Sophie Rigault, candidate du Front national (avec un score de 58,09 %).
En octobre 2018, dans le cadre de l'examen du projet de loi de financement de la Sécurité sociale (PLFSS), il mène un groupe de 34 députés LREM qui défendent un amendement visant à rendre plus progressive la hausse de la contribution sociale généralisée (CSG) : celui-ci est adopté en commission des Affaires sociales grâce au renfort de députés de l’opposition et de certains MoDem, contre l’avis du groupe LREM et du rapporteur général du PLFSS, Olivier Véran, ce qui occasionne « un remontage des bretelles » de la part de Gilles Le Gendre, président du groupe LREM. Pour Libération, cet amendement vient « torpiller les efforts déployés par le gouvernement pour tenter de refermer une bonne fois pour toutes l’épineux dossier CSG » alors que « cette mesure, en vigueur depuis le 1er janvier 2018, est emblématique du début du quinquennat ».
Il est membre du « Collectif social-démocrate », groupe d'une vingtaine de députés de l'aile gauche du groupe LREM, constitué en juin 2019.
En septembre 2019, avec d'autres députés de l'aile gauche du groupe LREM, il signe une tribune appelant à répartir les migrants dans les zones rurales en pénurie de main-d'œuvre. En novembre 2019, il co-signe une tribune avec dix autres députés LREM pour s’opposer aux mesures prévues par le gouvernement sur l’immigration concernant la santé et notamment l’aide médicale d’État (AME), plaidant pour ne pas céder « à l’urgence et à la facilité ».
Début 2020, il est à la manœuvre d'une tentative de scission du groupe LREM, estimant qu'« on ne peut pas accepter d’être réduits au choix de frondeurs ou godillot ».
Il se porte candidat à l'investiture de LREM pour les élections municipales de 2020 à Avignon. Sa candidature est écartée par la commission nationale d'investiture. Il s'illustre en indiquant qu'il votera pour la liste écologiste.

### Activités artistiques et associatives
Jean-François Cesarini a contribué à la French Tech Culture, en devenant en 2015 l’un des cofondateurs (avec Pascal Keiser, Paul Rondin, Paul-Roger Gontardet et Olivier Py) de l'incubateur de start up The Bridge, dont Paul Hermelin est le président. Il figure désormais dans la rubrique mentors et experts sur le site de l’association.
Durant le Festival Off d'Avignon de 2018, il se produit presque tous les soirs dans une pièce de théâtre, Demain vite !, mise en scène par Marie Pagès, dont l'action se situe en 1914. Il y interprète le rôle d'un professeur qui donne une conférence sur les mérites du siècle à venir. Il a également joué dans un clip de rap et a été la seconde voix dans un duo avec Coralie Pressard sur le titre À t’attendre. Il est aussi parolier et a ainsi offert une chanson Taïwan à une délégation venue de ce pays. Il est d'ailleurs le président du groupe d'amitié parlementaire à l'Assemblée nationale entre la France et Taiwan, le groupe d’études à vocation internationale sur les questions liées à l’expansion de l’économie taïwanaise.

### Mort
Jean-François Cesarini apprend entre les deux tours des élections législatives de 2017 qu'il est atteint d'un cancer. Il suit dès lors un traitement de chimiothérapie tous les quinze jours, et demeure actif. Il meurt des suites de la maladie le 29 mars 2020 à Marseille. Il est inhumé au cimetière Saint-Véran d'Avignon.

### Polémique après sa mort
Le 13 mai 2020, soit plus de 6 semaines après la mort de Jean-François Cesarini, un vote de ce dernier est enregistré en faveur de la controversée loi contre les contenus haineux sur Internet. Les services de l'Assemblée nationale se défendent en disant qu'ils avaient oublié d'actualiser leurs fichiers, mais cette excuse ne tient pas car Jean-François Cesarini avait déjà été remplacé par sa suppléante Souad Zitouni, et que c'était elle qui apparaissait dans les fichiers dans deux autres votes qui ont eu lieu entre le 29 mars et le 13 mai.

### Hommage
Le 8 décembre 2020, à la suite des Questions au Gouvernement, le président de l'Assemblée nationale Richard Ferrand rend hommage au député Jean-François Cesarini et prononce un éloge funèbre.
Il salue la mémoire du député avec la phrase « Chapeau l'artiste », car il était « intrinsèquement un artiste, parolier, chanteur, comédien », mais aussi un « social-démocrate de toujours qui travaillait pour un avenir de justice sociale et de progrès ».
Julien Denormandie, ministre de l'Agriculture et de l'Alimentation, prend ensuite la parole et rend hommage au nom du gouvernement à un « collègue et ami », à « la voix qui porte et qu'on écoute ».
Les députés ont ensuite observé une minute de silence en hommage au député.